# Jaroslav Nussberger
Jaroslav Nussberger (29. června 1899 Plzeň – 30. června 1974 Praha) byl český profesor fyziky.

## Život
Od roku 1918 bez vyznání. Jeho působištěm byl Československý ústřední inspektorát pro službu cejchovní (nyní ČMI). Byl na stážích v několika evropských metrologických institutech a v letech 1926 až 1938 i v BIPM. V období 1946 až 1950 byl prvním přednostou Ústavu lékařské fyziky v Hradci Králové. V letech 1953 až 1970 byl členem CIPM. V letech 1956 až 1958 byl také členem Mezinárodního výboru pro legální metrologii (CIML).